# Saint-Denis-de-Jouhet
Saint-Denis-de-Jouhet település Franciaországban, Indre megyében. Lakosainak száma 969 fő (2022. január 1.). Saint-Denis-de-Jouhet La Buxerette, Chassignolles, Cluis, Crozon-sur-Vauvre, Fougerolles, Mouhers és Neuvy-Saint-Sépulchre községekkel határos.

## Népesség
A település népessége az elmúlt években az alábbi módon változott:
| Lakosok száma | 1436 | 1289 | 1200 | 959  | 951  | 965  | 971  | 967  | 966  | 969  |
|               | 1968 | 1982 | 1990 | 2006 | 2013 | 2015 | 2017 | 2019 | 2020 | 2022 |